# Thurageau
Thurageau ist eine Gemeinde mit 732 Einwohnern (Stand: 1. Januar 2022) im Nordwesten des Départements Vienne in Frankreich. Die Gemeinde gehört zum Arrondissement Poitiers und zum Kanton Migné-Auxances (bis 2015: Kanton Mirebeau).

## Geographie
Thurageau liegt etwa 22 Kilometer nordnordwestlich von Poitiers. Umgeben wird Thurageau von den Nachbargemeinden Chouppes im Norden und Nordwesten, Doussay im Norden, Lencloître im Norden und Nordosten, Ouzilly im Osten, Vendeuvre-du-Poitou im Süden und Südosten, Cheneché im Süden, Blaslay im Süden und Südwesten, Varennes im Westen sowie Mirebeau im Westen und Nordwesten.

## Bevölkerungsentwicklung
| Jahr                      | 1962 | 1968 | 1975 | 1982 | 1990 | 1999 | 2006 | 2013 |
| ------------------------- | ---- | ---- | ---- | ---- | ---- | ---- | ---- | ---- |
| Einwohner                 | 861  | 766  | 671  | 605  | 673  | 697  | 807  | 817  |
| Quelle: Cassini und INSEE |      |      |      |      |      |      |      |      |

## Sehenswürdigkeiten
- Turm der früheren Burg Abain, seit 1925 Monument historique

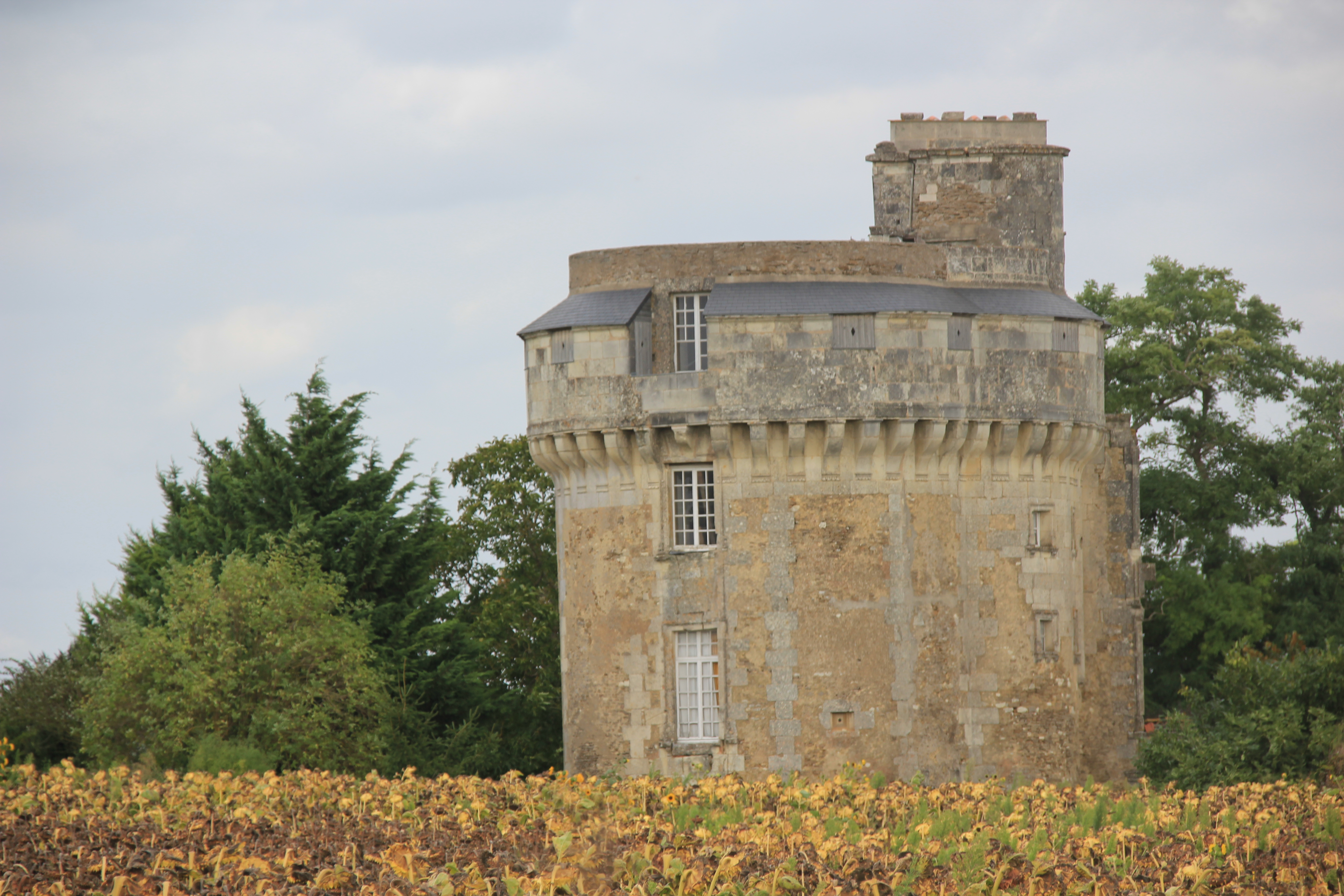
Turm der Burg Abain